# كنيس موسى الدرعي
كنيس موسى الدرعي أو معبد موسى الدرعي، هو كنيس يهودي يختص بطائفة اليهود القرائين. يقع في بحي العباسية بمدينة القاهرة في مصر. فكرة بناءه كانت عام 1900 وبدأت بتبرع من سيدة يهودية اسمها ستة المافسي بقطعة أرض ومبلغ كبير من المال لبناء المعبد، وبٌني بشكل كامل عام 1925.